# Okroshka

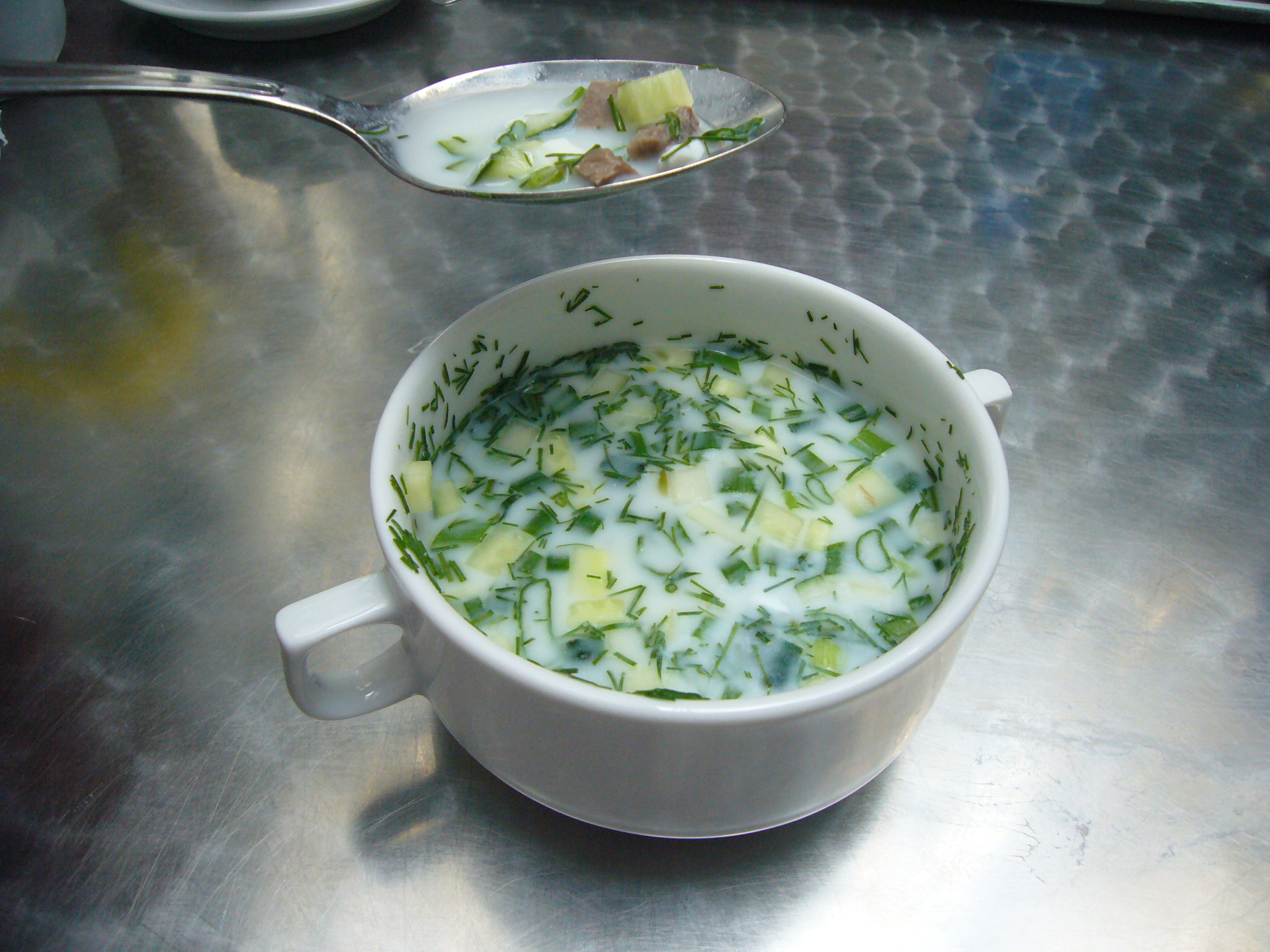
Okroshka (kefir)

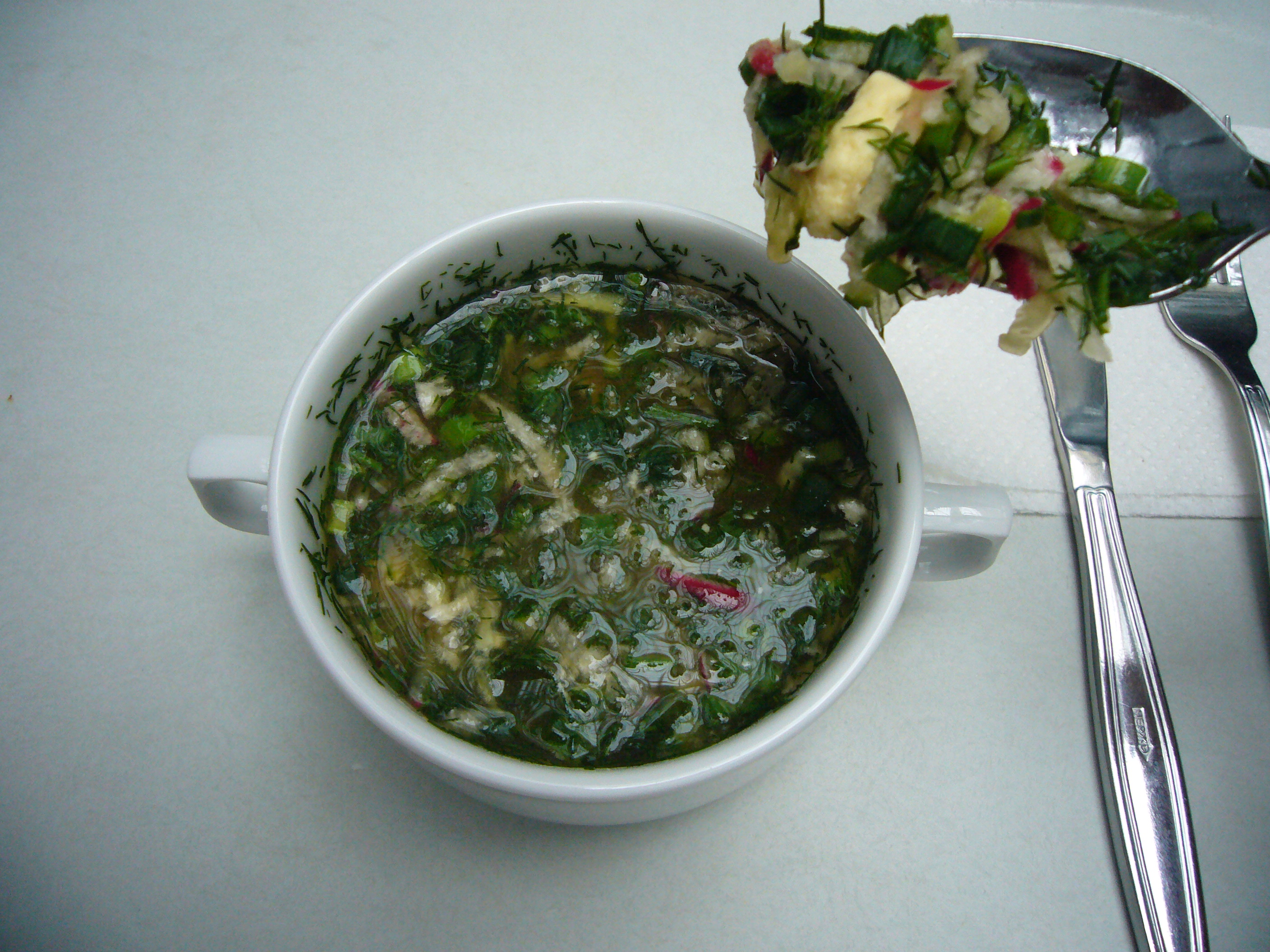
Okroshka (kvas)

Okroshka é uma sopa fria, típica da culinária da Rússia, composta por vegetais finamente cortados (o nome é derivado do verbo “kroshit”, que significa “partir em pequenos pedaços”) envolvidos numa base líquida que tradicionalmente era kvas, uma preparação baseada em pão de centeio fermentado em água. 
Apesar de ter uma base aparentemente pobre, a okroshka pode ser uma sopa bem nutritiva e incluir restos de carnes, como carne de vaca, de porco ou galinha, ou peixe, previamente cozidos. Os vegetais são fundamentalmente pepino e cebolinho, mas o rábano é também usado, juntamente com mostarda, para dar gosto ao caldo, e podem usar-se praticamente todos os ingredientes da salada russa, ou seja, batata, cenoura e feijão verde cozidos, azeitonas, alcaparras, alface e o que estiver disponível; o mesmo se pode dizer em relação à proteína animal, que pode incluir camarão, lagosta ou outros mariscos e normalmente inclui ovos cozidos.
Em vez do kvas, o líquido da okroshka pode ser constituído por kefir, principalmente nas receitas da Turquia ou Ásia Central, em que se usa alho como condimento; a beterraba também pode ser usada, o que indica influência dos bálticos (ver khaladnik). Como a maioria das sopas russas, a okroshka é normalmente servida com smetana (nata azeda) e endro, mas também pode ser temperada com óleo vegetal e servida com cubos de gelo, principalmente em dias quentes de verão.